# أولاد احميد (العونات)
أولاد احميد هي إحدى مشيخات المملكة المغربية، تتبع جغرافيا لإقليم سيدي بنور وإداريًا لالعونات. يقدر عدد سكانها بـ 4741 نسمة حسب الإحصاء الرسمي للسكان والسكنى لسنة 2004.